# Broughton Mills
Broughton Mills – wieś w Anglii, w Kumbrii. Leży 68 km na południe od miasta Carlisle i 373 km na północny zachód od Londynu.